# Уліссес Гарсія
Уліссес Александре Гарсія Лопес (порт. Ulisses Alexandre Garcia Lopes, нар. 11 січня 1996, Алмада, Португалія) — швейцарський футболіст кабовердійського походження, фланговий захисник французького клубу «Марсель» та національної збірної Швейцарії.

## Ігрова кар'єра

### Клубна
Уліссес Гарсія народився у Португалії але займатися футболом він починав у Швейцарії. Захисник пройшов футбольні академії клубів «Серветт» та «Грассгоппер». У складі останнього у травні 2014 року Гарсія дебютував у турнірі швейцарської Суперліги.
У травні 2015 року була оприлюднена інформація про перехід футболіста до стану німецького «Вердера», з яким він підписав трирічний контракт. Але стати постійним гравцем у «Вердері» Гарсія так і не зумів, провівши в першій команді лише 19 матчів. У січні 2018 року до кінця сезону захисник був відданий в оренду до клубу Другої Бундесліги «Нюрнберг».
Після закінчення оренди Гарсія повернувся до «Вердера», але продовжувати контракт з клубом не став, а повернувся до Швейцарії, де підписав чотирирічний контракт з клубом Суперліги «Янг Бойз».

### Збірна
Народжений у Португалії в родині переселенців з Кабо-Верде, виріс у Швейцарії, Уліссес Гарсія мав повне право виступати за будь - яку з цих збірних. Але він від початку обрав Швейцарію, де грав за юнацькі збірні.
Вперше виклик до лав національної збірної Швейцарії Гарсія отримав у 2017 році. Але на поле того разу він так і не вийшов. Дебютну гру у збірній Гарсія провів 1 вересня 2021 року проти збірної Греції.

## Титули
Янг Бойз
 Чемпіон Швейцарії (3): 2018/19, 2019/20, 2022/23
 Переможець Кубка Швейцарії (2): 2019/20, 2022/23